# 王燮 (嘉靖進士)
王爕（1529年—？），字大理，浙江紹興府山陰縣人，匠籍，明朝政治人物。

## 生平
嘉靖三十四年（1555年）乙卯科浙江鄉試第四十二名舉人。嘉靖四十一年（1562年）中式壬戌科會試第一百九十名，三甲第一百一十四名進士。萬曆二年（1574年）任撫州府知府。

## 家族
曾祖王鉞；祖父王瑾；父王楩，母楊氏。具庆下。兄王炜、王熠。弟王炤。